# Wadway
Wadway est un village de la province de Hollande-Septentrionale aux Pays-Bas. Le village se trouve à cheval entre les communes d'Opmeer et de Medemblik, le bourg même étant situé dans la commune d'Opmeer.
Wadway se trouve à mi-chemin entre Spanbroek et Wognum. En 2004, le village avait 420 habitants.